# Gerard Sithunywa Ndlovu
Gerard Sithunywa Ndlovu (Gobamahlambu, 11 de março de 1939 — Umzimkulu, 13 de março de 2013) foi um bispo sul-africano da Igreja Católica Apostólica Romana.
Entrou tarde para o Seminário, a sua ordenação sacerdotal aconteceu a 4 de julho de 1970 e tinha na altura 31 anos de idade.
A 22 de dezembro de 1986 foi nomeado Bispo da Diocese de Umzimkulu pelo Papa João Paulo II. No ano seguinte, a 25 de abril de 1987 aconteceu a sua ordenação episcopal, celebrada por D. Mansuet Dela Biyase.
Por motivos de saúde apresentou a sua renúncia e que foi aceite a 22 de agosto de 1994 pelo Papa João Paulo II.
Era desde então Bispo Emérito de Umzimkulu. Morreu a 13 de março de 2013, dois dias depois de ter completado 74 anos.